# Jodelle Ferland
Jodelle Micah Ferland, née le 9 octobre 1994, est une actrice canadienne, surtout connue pour avoir interprété les rôles de Mary Jensen dans la minisérie Kingdom Hospital en 2004, Sharon/Alessa dans le film d'horreur de 2006 Silent Hill, et Bree Tanner dans Twilight, chapitre III : Hésitation.

## Biographie

### Enfance et vie privée
Jodelle est née le 9 octobre 1994 à Nanaimo en Colombie-Britannique, au sein d'une famille d'artistes : son frère Jeremy est musicien, sa sœur Marisha actrice. Ses parents sont Marc et Valérie Ferland ; sa mère est d'ailleurs sa gérante. Elle est amie avec les acteurs Cameron Bright avec qui elle a joué dans Twilight, chapitre III : Hésitation, Jake D. Smith et Benjamin B. Smith.
Elle a des origines française, anglaise et autrichienne.

### Carrière
Elle commence ainsi sa carrière à l'âge de deux ans, apparaissant dans des publicités, puis des séries, comme Cold Squad. Elle est révélée à quatre ans dans son premier film, La Sirène ; nettement remarquée, elle reçoit une proposition pour les Emmy Awards, faisant d'elle la plus jeune proposée de l'histoire, ainsi qu'une victoire aux Young Artist Award. Elle finit par déménager avec sa famille de l'île de Vancouver pour partir s'installer à Vancouver, ce qui a rendu les déplacements pour les auditions plus simples : Jodelle devait faire plusieurs déplacements par semaine en ferry pour se rendre à Vancouver, où sont implantées la plupart des agences.
Sa carrière évolue très vite, continuant d'apparaître dans plusieurs séries, comme Smallville, Stargate Atlantis, Dark Angel, John Doe, Aux frontières de l'étrange, ainsi que d'autres films tels que Trapped, Le Peuple des ténèbres ou encore Carrie. Puis en 2004, elle incarne le rôle de Mary Jensen, un fantôme hantant un hôpital dans la minisérie Kingdom Hospital, qui lui vaut une nouvelle proposition pour les Young Artist Award.
En 2005, elle est à l'affiche dans Tideland pour l'un de ses rôles les plus marquants, celui de Jeliza-Rose, une fillette qui, après la mort de ses parents, se réfugie dans un monde imaginaire. Elle reçoit une nouvelle fois bon nombre d'éloges et de propositions de récompenses pour sa prestation dans ce film. L'année suivante elle joue dans un autre succès, Silent Hill, adapté du célèbre jeu vidéo, où elle incarne les rôles de Sharon et Alessa. Depuis, elle est apparue dans de nombreux autres films et téléfilms, comme Les Messagers, Dessine-moi une famille, Le Cas 39, Wonderful World (en), Twilight, chapitre III : Hésitation, Une famille sous l'avalanche, Le Combat de ma fille, La Cabane dans les bois et The Secret.
Elle participe ensuite à Midnight Stallion, sorti directement en DVD début 2013, un film indépendant de Neptune, Red, une version revisitée du conte de Charles Perrault Le Petit Chaperon rouge ; un thriller de Alastair Paton, 400 Boys, et un court métrage, The Goodbye Girl.
De 2015 à 2017, elle a interprété l'un des rôles principaux dans la série de science-fiction Dark Matter.

## Filmographie

### Cinéma
- 2001 : Deadly Little Secrets : Madison
- 2002 : Le Peuple des ténèbres (They) : Sarah
- 2005 : Tideland : Jeliza-Rose
- 2006 : Silent Hill : Sharon / Alessa
- 2006 : Swimming Lessons (court-métrage) : Zoé
- 2007 : Les Messagers (The Messengers) : Michael Rollins
- 2007 : Seed : Emily Bishop
- 2007 : BloodRayne II: Deliverance : Sally
- 2007 : Charlie, les filles lui disent merci (Good Luck Chuck) : Lila
- 2009 : Wonderful World (en) : Sandra
- 2009 : Le Cas 39 (Case 39) : Lillith Sullivan
- 2009 : Everything's Coming Up Rosie (court-métrage) : Rosie
- 2010 : Twilight, chapitre III : Hésitation (The Twilight Saga: Eclipse) : Bree Tanner
- 2011 : La Cabane dans les bois (The Cabin in the Woods) : Patience Buckner
- 2012 : Monster (court-métrage) : Hannah
- 2012 : The Secret : Jenny
- 2012 : Mighty Fine : Nathalie Fine
- 2012 : L'Étrange Pouvoir de Norman : Aggie
- 2013 : Midnight Stallion : Megan Shepard
- 2014 : A Warden's Ransom : Kit
- 2014 : Red : Rowan
- 2015 : The Unspoken : Angela
- 2017 : Bigger Fatter Liar

### Télévision
- 1999 : Cold Squad, brigade spéciale (série télévisée) : Hailey Hatcher
- 2000 : Cœurs rebelles (Higher Ground) (série télévisée) : Juliette, jeune
- 2000 : La Sirène (The Mermaid) : Desi
- 2000 : L'Histoire de Paul Mc Cartney (The Linda Cartney Story) : Heather de 5 à 6 ans
- 2000 : Special Delivery : Samantha beck
- 2000 : Le Secret du vol 353 (Sole Survivior) : Nina Carpenter
- 2001 : Wolf Lake (série télévisée) : Lily Kelly
- 2001 : Piège infernal (Trapped) : Heather
- 2001 : Dark Angel (série télévisée) : Annabelle
- 2001 : The Lone Gunmen (série télévisée) : Mary
- 2001 : Aux frontières de l'étrange (So Weird) (série télévisée) : Maria
- 2001 : L'Enfant qui ne voulait pas mourir : Annie
- 2002 : Special Unit 2 (série télévisée) : Focus Group Girl
- 2002 : John Doe (série télévisée) : Jenny Nichols
- 2002 : Carrie : Carrie, jeune
- 2003 : Smallville (série télévisée) : Emily Eve Dinsmore
- 2003 : Pour l'honneur de mon père (Mob Princess) : Patti, jeune
- 2003 : Dead Like Me (série télévisée) : Kirsti
- 2004 : Le Messager des ténèbres (The Collector) (série télévisée) : le diable / la petite fille
- 2004 : Magnitude 10.5 (1O.5) : Little "Wow' Girl
- 2004 : Kingdom Hospital (série télévisée) : Mary Jensen
- 2004 : A Very Cool Christmas : Alexa
- 2006 : Supernatural (série télévisée) : Melanie Merchant (Saison 1 Épisode 19 : "Provenance")
- 2006 : Late Night with Conan O'Brien (série télévisée) : Jodelle Ferland
- 2006 : Mon enfant a disparu (Amber's Story) : Nichole Taylor Timmons
- 2006 : Stargate SG-1 (série télévisée) : Adria à 7 ans
- 2006 : Les Maîtres de l'horreur (Masters of Horror) (série télévisée) : Lisa
- 2006 : Le Secret de Hidden Lake (The Secret of Hidden Lake) : Maggie Dolan enfant
- 2007 : Dessine-moi une famille (Pictures of Hollis Woods) : Hollis Woods
- 2008 : Stargate Atlantis (série télévisée) : Harmony
- 2008 : Céline : Céline Dion, jeune
- 2009 : Captain Cook's Extraordinary Atlas : Gwen Malloy
- 2010 : Une famille sous l'avalanche/Piège de glace (Ice Quake) : Tia Webster
- 2011 : Le Combat de ma fille (Girl Fight) : Haley
- 2012 : L'Heure de la peur (R.L Stine The Haunting Hour) (série télévisée) : Sara/Alice
- 2012 : Home Alone: The Holiday Heist : Alexis Baxter
- 2014 : Prise en otage : Kate
- 2015-2017 : Dark Matter (série télévisée) : Cinq / Das / Emily Kolbur
- 2016 : Le déshonneur de ma fille : Audrey
- 2017 : Neverknock
- 2019 : Supernatural (série télévisée) : Emily (Saison 15 Épisode 6 : "Golden Time")

## Ludographie
- 2010 : BioShock 2 : Petite Sœur

## Distinctions

### Récompenses
- Young Artist Awards 2001 : Meilleure prestation dans un film TV (comédie/drame) - actrice de dix ans ou moins pour La Sirène
- CAMIE Awards 2008 : Meilleure prestation dans une série ou un film TV pour Dessine-moi une famille
- Moscow Horror Film Awards 2012 : prix d'honneur pour l'ensemble de sa carrière

### Propositions de récompenses
- Daytime Emmy Awards 2001 : Meilleure prestation par un enfant pour La Sirène
- Young Artist Awards 2003 : Meilleure prestation dans une minisérie ou film TV - Meilleure jeune actrice pour The Christmas Child
- Young Artist Awards 2004 : Meilleure prestation dans une série en tant que guest pour Smallville
- Leo Awards 2004 : Meilleure prestation féminine dans une série dramatique pour Le Messager des ténèbres (The Collector)
- Young Artist Awards 2005 : Meilleure prestation dans une série télévisée (drame/comédie) - actrice de dix ans ou moins pour Kingdom Hospital
- Fangoria Chainsaw Awards 2006 : Enfant le plus effrayant pour Silent Hill
- Genie Awards 2007 : Meilleure actrice pour Tideland
- Saturn Awards 2007 : Meilleure prestation par un jeune acteur pour Tideland
- Young Artist Awards 2008 : Meilleure prestation dans une minisérie ou film TV pour Dessine-moi une famille
- Young Artist Awards 2009 : Meilleure prestation dans une minisérie ou un film TV - Second rôle féminin pour Céline
- Leo Awards 2010 : Meilleure prestation féminine dans un court métrage dramatique pour Everything's Coming Up Rosie
- Fangoria Chainsaw Awards 2011 : Meilleur second rôle féminin pour Le Cas 39